# Ellesmere Port
Pour les articles homonymes, voir Ellesmere.
Ellesmere Port (/ˈɛlzmɪər/ ELZ-meer) est une ville industrielle et portuaire de l'arrondissement de Cheshire West et de Chester dans le Cheshire en Angleterre dans le Cheshire. Ellesmere Port se trouve à la limite sud-est de la péninsule de Wirral, à dix kilomètres au nord de Chester, sur la rive du canal maritime de Manchester. La ville comptait 64 090 habitants au recensement de 2011. Ellesmere Port fait également partie de la zone urbaine plus large de Birkenhead, qui comptait 325 264 habitants en 2011.
La ville a été établie à l'origine sur la rivière Mersey, à l'entrée du canal d'Ellesmere. En plus d'une économie de secteur de services, elle a conservé de grandes industries, notamment la raffinerie de pétrole de Stanlow (en), une usine chimique et l'usine automobile Vauxhall. Il existe également un certain nombre d'attractions touristiques, notamment le National Waterways Museum (en), le Blue Planet Aquarium (en) et le Cheshire Oaks Designer Outlet (en).

## Usine automobile
Ellesmere Port est le centre de montage de la gamme de voitures Vauxhall. L’usine Vauxhall Ellesmere Port (en) fut ouverte en 1964. Depuis la fermeture d'une partie de l’usine de Luton en 2004, elle est la seule usine produisant des véhicules de tourisme Opel et Vauxhall au Royaume-Uni. En effet, Luton n'assemble plus que des utilitaires dérivés de modèles français depuis 2002 tandis que le site d'Ellesmere Port fabrique une partie des Astra. Cette production se partageait avec les sites de Anvers (fermé en 2011), Bochum (clos en 2014 et qui, dans les années 2000, s'était spécialisé dans la production du monospace derivant de la compacte Astra, le Zafira), et Gliwice en Pologne.
Le renouvellement de l'Astra en 2021 modifie en profondeur la production européenne d'Opel et de Vauxhall. En effet, la voiture compacte est produite exclusivement sur le site de Russelsheim en Allemagne. En compensation pour le site d'Ellesmere Port, le groupe Stellantis prévoit la production de la version électrique des utilitaires légers des marques Opel, Vauxhall, Peugeot et Citroën. Et ce alors que leur version thermique est produite à Vigo et Mangualde dans la péninsule ibérique. Le nombre d'emplois dépendant de l'usine devrait se stabiliser après avoir fortement décliné : de 2 000 emplois directs en 2017, l'usine ne compte plus que 1 000 salariés en 2021, et induit 7 000 emplois indirects. 

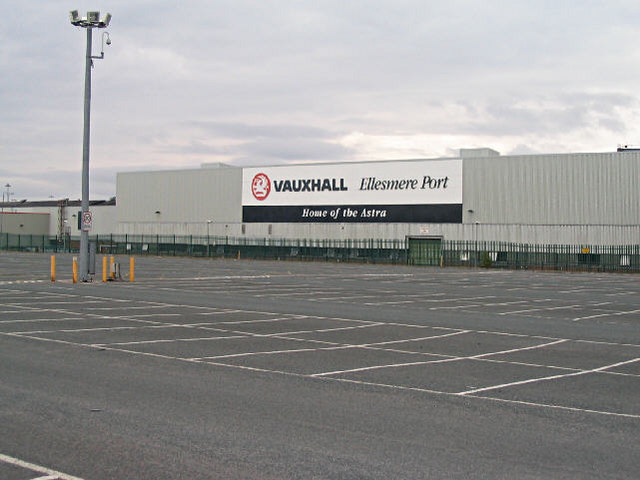
L’usine Vauxhall à Ellesmere Port

## Phare et musée
Un phare, construit en 1880 et désaffecté en 1894 fait maintenant partie du National Waterways Museum (en).

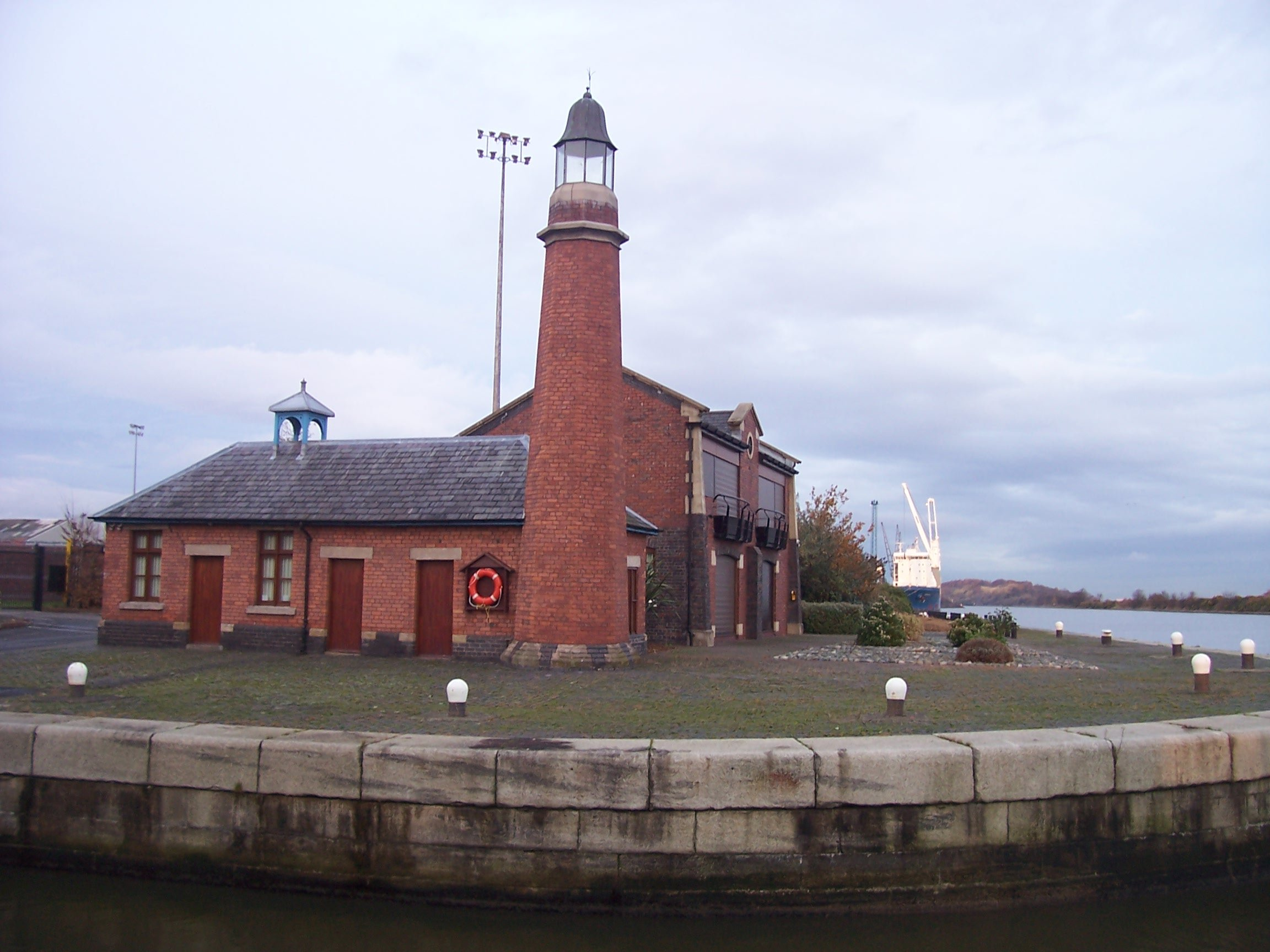
Phare d'Ellesmere Port

## Personnalités liées à la ville
- Sam Chedgzoy (1889-1967), footballeur, y est né ;
- Stan Cullis (1916-2001), footballeur et entraîneur anglais, y est né ;
- Dave Hickson (1929-2013), footballeur, y est né ;
- Joe Mercer (1914-1990), footballeur et entraîneur anglais, y est né ;
- Mike Singleton (1951-2012), concepteur de jeux vidéo britannique qui a écrit plusieurs titres pour le ZX Spectrum durant les années 1980, y est né.